# Miňovce
Miňovce (ungarisch Minyevágása – bis 1902 Minyóc) ist eine Gemeinde im Bezirk Stropkov in der Ostslowakei.

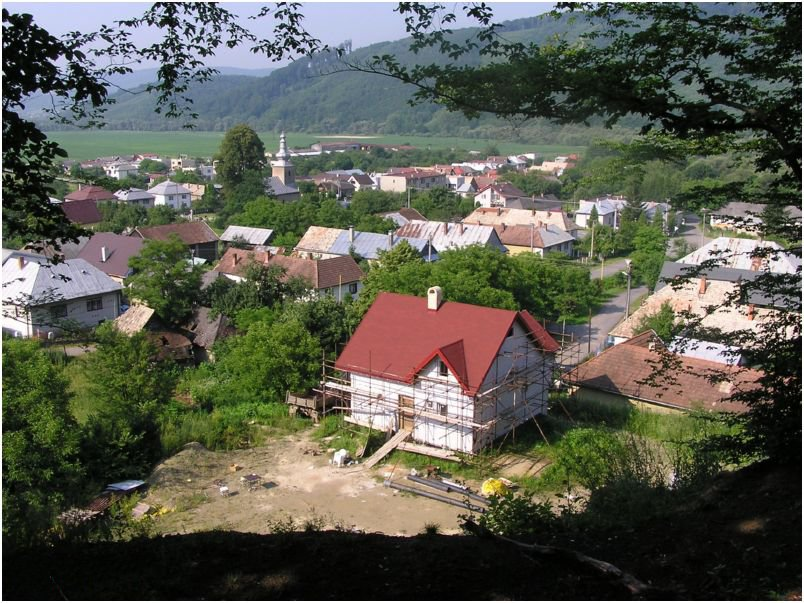
Blick auf Miňovce

Die Gemeinde Miňovce am linken (östlichen) Ufer der Ondava liegt etwa auf halbem Weg zwischen der Bezirksstadt Stropkov und dem Veľká-Domaša-Stausee. Das Ondavatal ist im Bereich Miňovces etwa ein bis zwei Kilometer breit. Die umliegenden Berge des Ondavská vrchovina (Ondauer Bergland) erreichen Höhen von 500 Metern über dem Meer.
Miňovce liegt an der Fernstraße 15 (slowakische Bezeichnung: I/15), die von Svidník nach Vranov nad Topľou führt und als Teil der Transitstraße von Südostpolen nach Ungarn fungiert.
Umgeben wird Miňovce von den Nachbargemeinden Breznica im Norden, Brusnica im Nordosten, Mrázovce im Südosten, Turany nad Ondavou im Süden, Lomné im Südwesten sowie Nižná Olšava im Nordwesten.
1430 wurde der Ort erstmals in einer Urkunde genannt. Die Griechisch-katholische Kirche entstand 1838.
Die Einwohnerzahl der Gemeinde stieg in den vergangenen Jahren (1991: 310 Einwohner; 2007: 359 Einwohner). Die Bevölkerung besteht zu fast 99 % aus Slowaken. 73 % der Einwohner gaben als Konfession griechisch-katholisch an, ca. 25 % bekennen sich zur Orthodoxen Kirche.

## Sehenswürdigkeiten

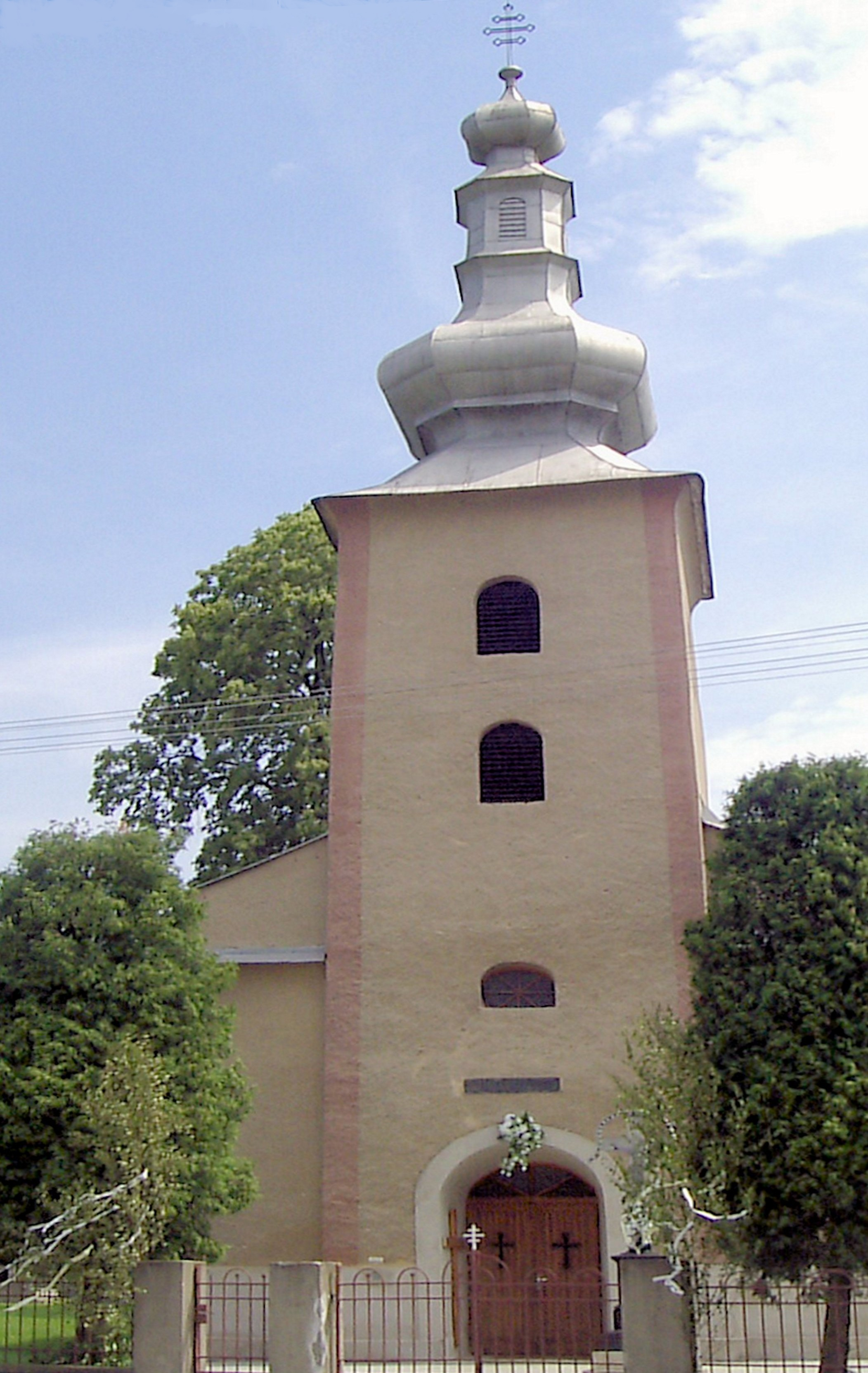
Denkmalgeschützte griechisch-katholische Kirche in Miňovce

## Bevölkerung
| Jahr                | 1994 | 2004 | 2014    | 2024    |
| ------------------- | ---- | ---- | ------- | ------- |
| Anzahl der Personen | 348  | 348  | 329     | 338     |
| Unterschied         |      | +0 % | −5,45 % | +2,73 % |

| Jahr                | 2023 | 2024    |
| ------------------- | ---- | ------- |
| Anzahl der Personen | 339  | 338     |
| Unterschied         |      | −0,29 % |

## Belege
1. ↑  Hustota obyvateľstva - obce [om7014rr_obc=AREAS_SK, v_om7014rr_ukaz=Rozloha (Štvorcový meter)]. Statistical Office of the Slovak Republic, 31. März 2025, abgerufen am 31. März 2025 (slowakisch).
2. ↑  Počet obyvateľov podľa pohlavia - obce (ročne) [om7101rr_obce=AREAS_SK]. Statistical Office of the Slovak Republic, 31. März 2025, abgerufen am 31. März 2025 (slowakisch).
3. ↑  Statistikportal MOŠ (Seite nicht mehr abrufbar, festgestellt im Mai 2019. Suche in Webarchiven)  Info: Der Link wurde automatisch als defekt markiert. Bitte prüfe den Link gemäß Anleitung und entferne dann diesen Hinweis.
4. 1 2  Počet obyvateľov podľa pohlavia - obce (ročne) [om7101rr_obce=AREAS_SK]. Statistical Office of the Slovak Republic, 31. März 2025, abgerufen am 31. März 2025 (slowakisch).